# 아눅 데커르
마리커 아눅 데커르(네덜란드어: Marieke Anouk Dekker, 1986년 11월 15일 ~ )는 네덜란드의 여자 축구 선수이다. 현재 프랑스 디비지옹 1 페미닌의 몽펠리에 HSC 소속이며, 미드필더 및 공격수로 뛰고 있다.

## 클럽 경력
2005년부터 2007년까지 독일 프라우엔-분데스리가의 FFC 하이케 라이네에서 선수 생활을 했으며 2007년부터 2015년까지 네덜란드 에레디비시 프라우언의 FC 트벤터에서 선수 생활을 했다. 2016년 1월에 프랑스 디비지옹 1 페미닌의 몽펠리에 HSC로 이적했다.

## 국가대표 경력
2009년 11월 21일에 열린 벨라루스와의 경기에 처음 출전하면서 네덜란드 여자 축구 국가대표팀 선수로 데뷔했다. 2차례의 UEFA 유럽 여자 축구 선수권 대회(2013년, 2017년), 2차례의 FIFA 여자 월드컵(2015년, 2019년)에 참가했다.

## 수상

### 클럽
FC 트벤터
- 에레디비시 프라우언 5회 우승 (2010-11, 2012-13, 2013-14, 2014-15, 2015-16), 2회 준우승 (2011-12, 2014-15)
- KNVB 여자컵 2회 우승 (2007-08, 2014-15), 1회 준우승 (2012-13)
- 베네슈퍼컵 1회 준우승 (2011)

몽펠리에 HSC
- 디비지옹 1 페미닌 1회 준우승 (2016-17)
- 쿠프 드 프랑스 페미닌 1회 준우승 (2015-16)

### 국가대표
- UEFA 여자 유로 2017 우승
- 2019년 FIFA 여자 월드컵 준우승